# کازانلیتاماک
کازانلیتاماک (به لاتین: Kazanlytamak) یک منطقهٔ مسکونی در روسیه است که در باشقیرستان واقع شده‌است.